# مخبأ أطفال

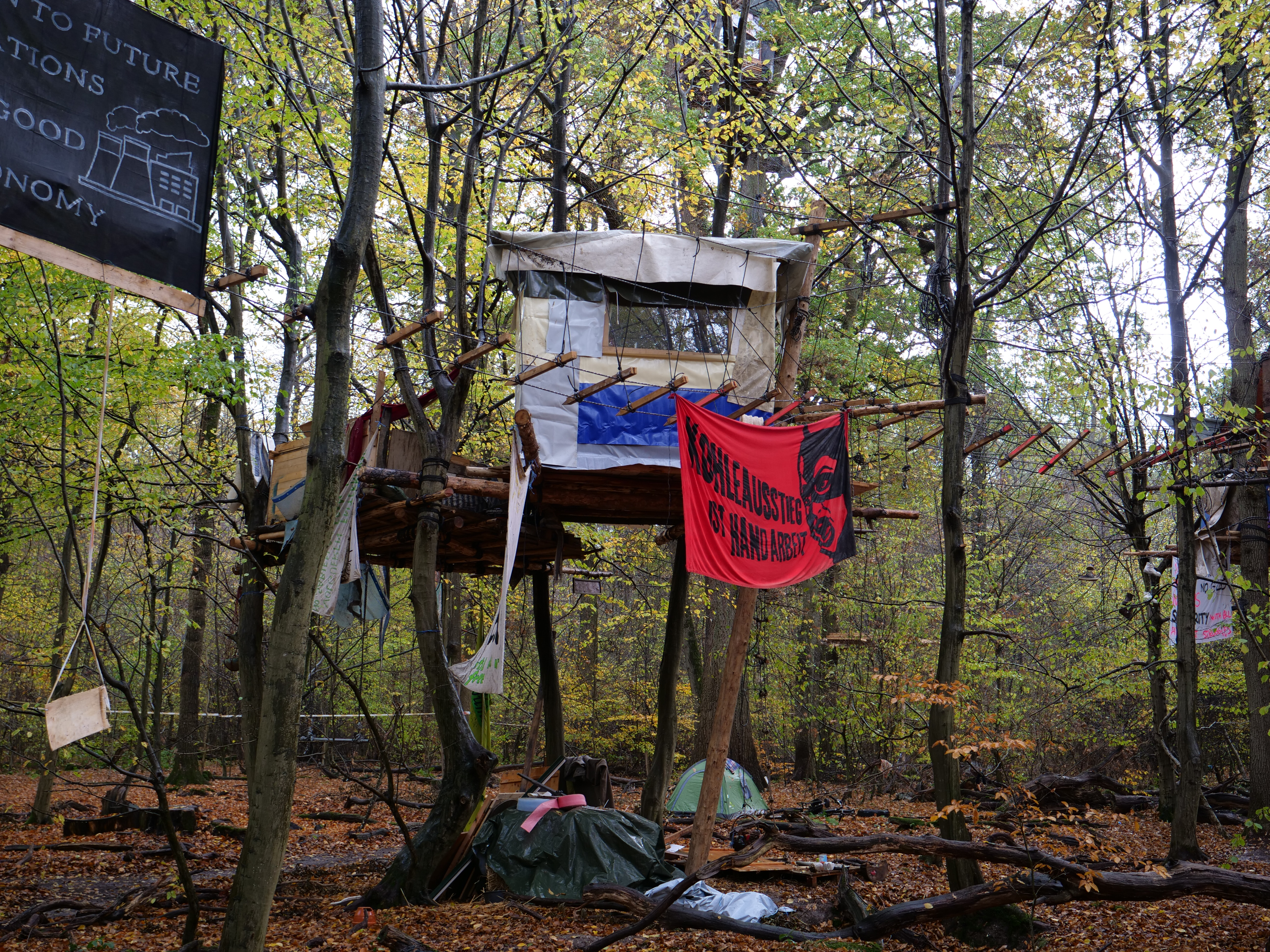

مخبأ الأطفال عبارة عن ملاذ أو مخبأ يبنيه الأطفال، وغالبًا ما يشتمل على لوحات الأسوار المكسورة والشبكات والعصي. وغالبًا ما يتم بناء تلك المخابئ في الأجمة أو الأشجار. ويستخدم المخبأ الكلاسيكي على لوح خشبي يستخدم كسقف وألواح الأرضيات أو ألواح الأسوار (والتي يطلق عليها بشكل جماعي اسم "الألواح") للأرضية وشبكة يوضع عليها أوراق النبات من أجل التمويه. وغالبًا ما يتم استخدام تلك المخابئ كمكان للراحة للأطفال، ويمكن أن يقوم الأطفال بتصميمه وتزيينه بالطريقة التي يحبونها.